# Escola Prática (exército português)

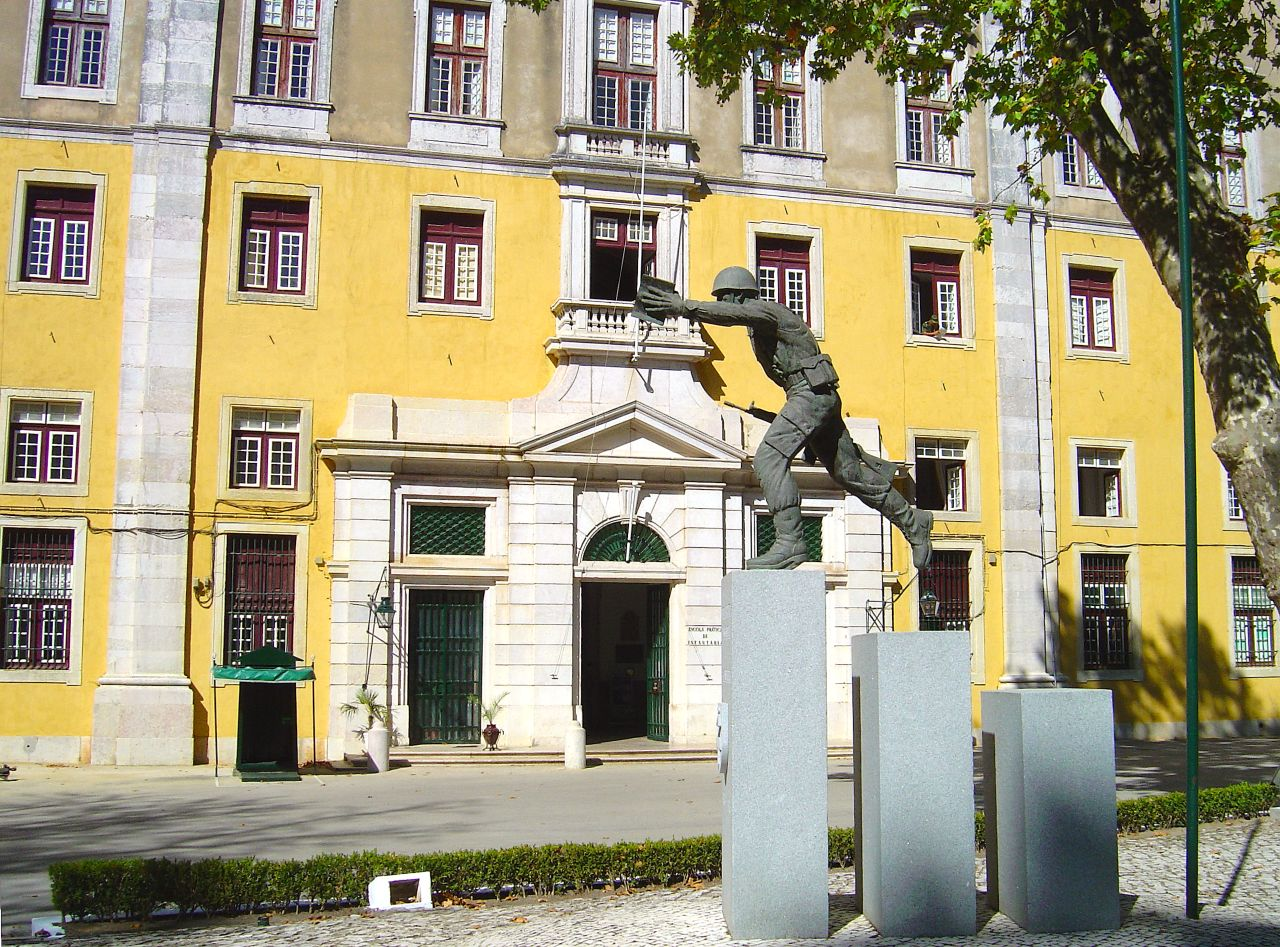
Porta d'Armas da antiga Escola Prática de Infantaria (Mafra), atual Escola das Armas.

A  Escola Prática foi um estabelecimento de ensino militar do Exército Português. Consoante a arma, ou especialidade, existia uma escola específica. Estas Escolas serviam para formar Oficiais, Sargentos e Praças.
Em 2013, as funções destas Escolas (à exceção das Unidades Especiais) foram centralizadas numa só instituição (Escola das Armas), sediada na antiga Escola Prática de Infantaria.

## Missões
As Escolas Práticas tiham como missões genéricas principais, em relação à respectiva arma ou serviço:
- Preparação e formação dos especialistas;
- Organização de cursos e estágios necessários à formação dos diferentes quadros e graus hierárquicos;
- Organização de cursos e tirocínios para a promoção de Oficiais;
- Colaboração em estudos e experiências destinadas ao desenvolvimento de armas, equipamentos e técnicas;
- Formação de outras entidades militares e civis membros da Defesa Nacional e Protecção Civil;
- Desenvolvimento de manuais e instruções;
- Estudos da história e tradições.

## Unidades

### Escolas Práticas

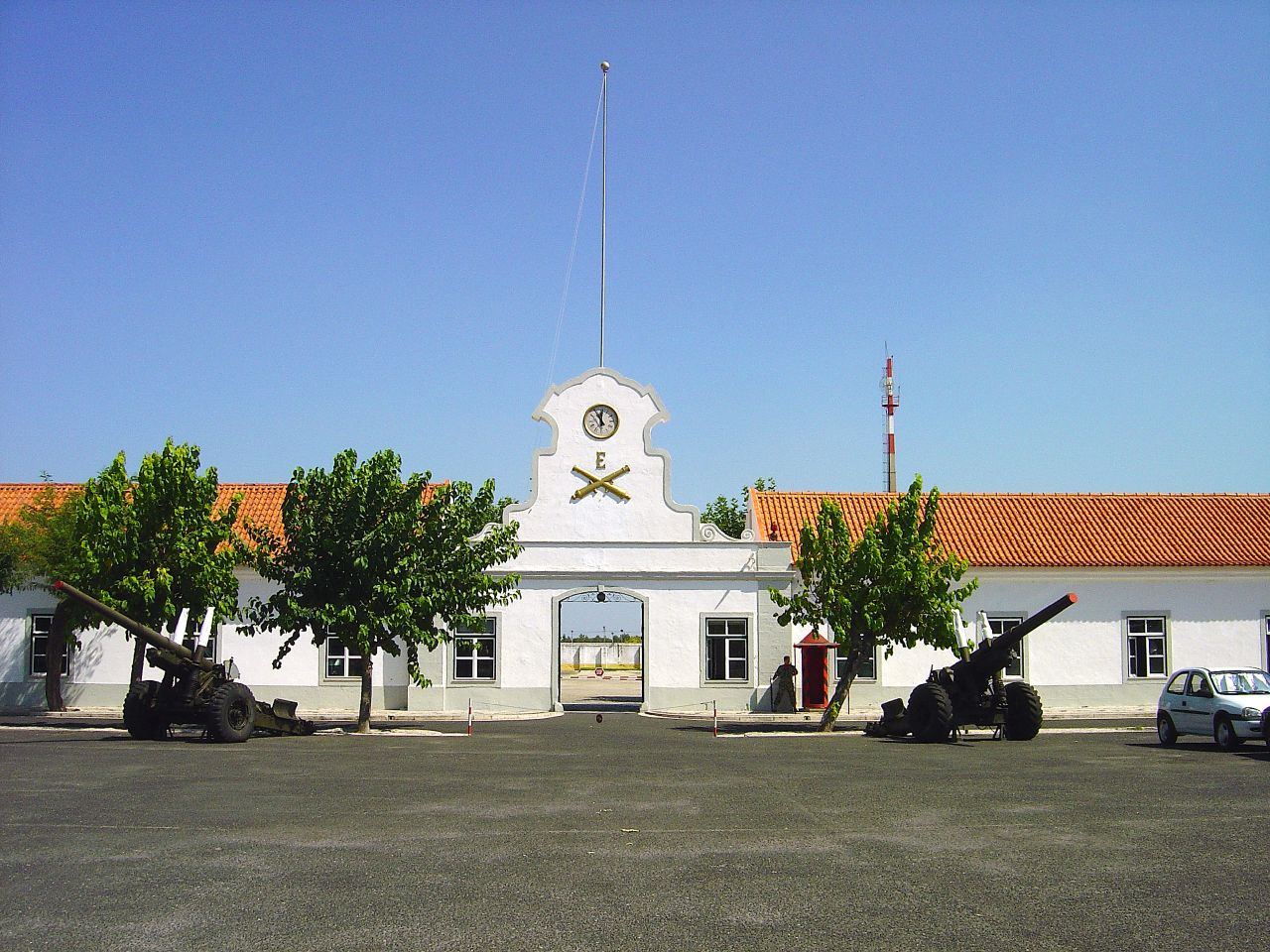
Entrada da antiga Escola Prática de Artilharia (Vendas Novas), atual Regimento de Artilharia n.º 5.

Em 2012, existiam as seguintes Escolas Práticas no Exército Português:
- Escola Prática de Artilharia;
- Escola Prática de Cavalaria;
- Escola Prática de Engenharia;
- Escola Prática de Infantaria;
- Escola Prática dos Serviços (localizada na Póvoa de Varzim e resultante da fusão das antigas Escolas Práticas de Administração Militar, do Serviço de Material, do Serviço de Transportes e do Batalhão de Adidos);
- Escola Prática de Transmissões.

### Unidades especiais

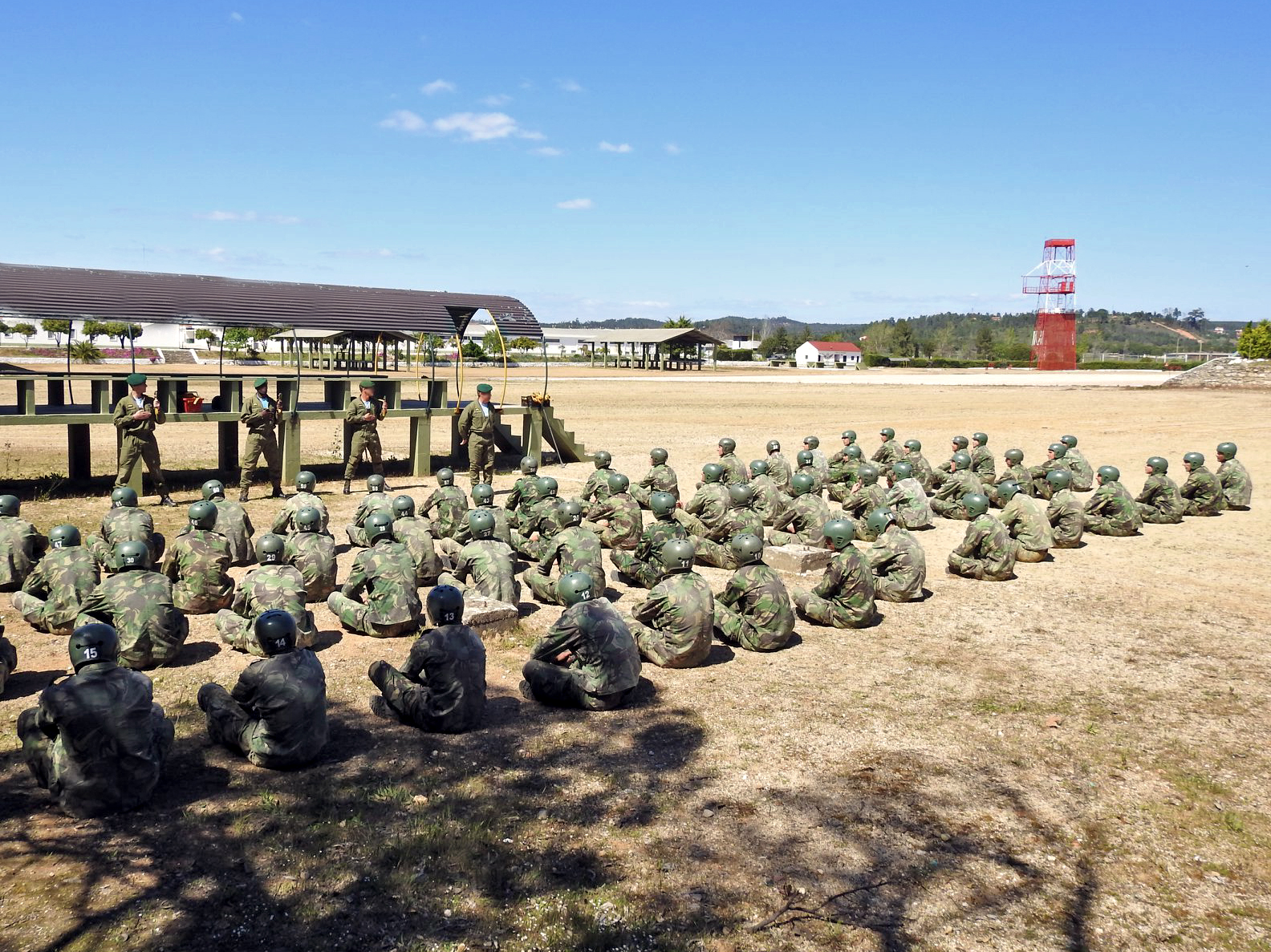
Instrução de Paraquedismo Militar, no Regimento de Paraquedistas(Tancos).

Além das Escolas Práticas, propriamente ditas, existiram determinadas unidades e estabelecimentos que, além da sua missão principal exerciam a função de escola prática em determinada especialização, tais como:
- Banda do Exército: desempenhava a função de escola prática de música do exército;
- Centro de Tropas de Operações Especiais: função de escola prática de operações especiais e irregulares; 
- Escola de Tropas Paraquedistas: função de escola prática de tropas paraquedistas;
- Centro de Tropas Comandos: função de escola prática de Comandos;
- Regimento de Artilharia Antiaérea Nº 1: função de escola prática de artilharia antiaérea.